# 藤沢市立羽鳥小学校
藤沢市立羽鳥小学校（ふじさわしりつ はとりしょうがっこう）は、神奈川県藤沢市羽鳥にある公立小学校。

## 沿革
出典
- 1972年（昭和47年）4月3日 : 市内22番目の小学校として開校（明治小・八松小より、1年生から5年生472名、13学級）。
- 1972年（昭和47年）6月7日 : 開校記念日を6月7日とする。
- 1973年（昭和48年） : 校歌｢道」制定。本校の教師・児童による作詞作曲。
- 1974年（昭和49年） : 体育館・プール完成。
- 1975年（昭和50年） : 羽鳥の森完成。
- 1979年（昭和54年） - 1980年（昭和55年） : 藤沢市教育委員会研究推進校ならびに県教育委員会推薦校となる。研究テーマ・豊かな表現を目指す指導法-図画工作科（絵画）。
- 1981年（昭和56年） : 開校10周年。校帽制定。
- 1983年（昭和58年） : 校舎増築。
- 1990年（平成2年） : 給食場・ランチルーム完成。
- 1998年（平成10年） : 視聴覚室新設。
- 1999年（平成11年） : 視聴覚室にパソコン11台設置。
- 2002年（平成14年） : 旧校舎耐震強化工事完成。パソコン20台設置、インターネット開始。
- 2003年（平成15年） : 藤沢市教育委員会研究推進校となる。研究テーマ・意欲を持って学習に取り組む羽鳥っ子。
- 2004年（平成16年） : 多目的トイレ設置。
- 2005年（平成17年） : 万年塀改修。
- 2008年（平成20年） : プール温水シャワー設置工事。
- 2009年（平成21年） : 体育館耐震工事。
- 2015年（平成27年） : 児童数689名。

## 教育目標
「心豊かで 思いやりがあり たくましく生きる子」

## 学区
出典
- 羽鳥三丁目から五丁目
- 辻堂新町一丁目から三丁目（一部）
- 辻堂神台一丁目、二丁目（湘南C-X部分）

## 羽鳥小学区の進学先中学校
公立中学校の場合
- 藤沢市立明治中学校
- 藤沢市立羽鳥中学校

## アクセス
出典
- 東海道本線辻堂駅北口より徒歩約20分
- 東海道本線辻堂駅北口からバスで、引地橋経由藤沢行き 汲田（くみた）下車 徒歩約5分
- 東海道本線藤沢駅北口からバスで、高山車庫行き 高山下車 徒歩約10分

## 著名な出身者
- 若松歩実（元バレーボール選手）
- 杉田隼（サッカー選手）